# Potarophytum riparium
Potarophytum riparium là một loài thực vật có hoa trong họ Rapateaceae. Loài này được Sandwith miêu tả khoa học đầu tiên năm 1939.